# Airliner
Airliner är artistnamnet för indieartisten Kristian Rosengren, tidigare gitarrist i numera nedlagda Aerospace. Airliners första skivsläpp blev en split-7", Summer Wedding, tillsammans med just Aerospace, utgiven 1999 på Labrador. Denna skiva följdes av ytterligare en 7", Play Imprints of Emotion, en splitskiva tillsammans med Ant. Albumdebuten skedde med 2003 års The Last Days of August.

## Diskografi

### Album
- 2003 - The Last Days of August

### Singlar
- 1999 - Summer Wedding (split tillsammans med Aerospace)
- 2003 - Play Imprints of Emotion (split tillsammans med Ant)

### Fotnoter
1. ↑  ”Airliner”. Discogs.com. http://www.discogs.com/artist/Airliner+%282%29. Läst 18 december 2011.